# Тарвос (спътник)
Тарвос или Сатурн XXI е програден ирегуларен сателит на Сатурн. Открит е от Джон Кавелаарс на 23 септември 2000 и му е дадено временното назначение на S/2000 S 4. Името е дадено през август 2003 на Тарвос, божество, изобразявано като бик, носящ три жерава на гърба си от Галската митология. Тарвос орбитира на средна дистанция на 18 млн. км за 926 дни и е в диаметър около 15 км (предполагаемо албелдо: 0,04). Има ексецентрична орбита около Сатурн.